# Альдольна реакція

Загальна схема альдольно-кротонової конденсації, з утворенням альдольного аддукту в першому кроці та відщепленням води з утворенням α,β-ненасиченої карбонільної сполуки у другому кроці.

Альдо́льна реа́кція (також альдольно-кротонова конденсація, англ. Aldol reaction) — хімічна реакція сполучення між молекулами альдегіду та/або кетону. Формально поділяється на два типи (за ступенем протікання): альдольна конденсація і кротонова конденсація. Альдольна конденсація — сполучення двох реактандів з утворенням β-гідроксикарбонільної сполуки, або альдолю. При належному контролі реакція може завершитись на цій стадії, однак часто новоутворений альдоль відщеплює молекулу води та утворює α,β-ненасичений альдегід (R' = H) чи -кетон (R' = алкіл); у цьому випадку реакція має назву «кротонова конденсація».
Альдольну реакцію 1872 році незалежно один від одного відкрили французький хімік Шарль-Адольф Вюрц та російський хімік Олександр Бородін.
Реакція альдольно-кротонова конденсації має дуже важливе значення в синтезі органічних сполук; ця реакція також протікає в біологічних системах.

## Термінологія
Слід зауважити, що термін "конденсація" означає хімічну реакцію сполучення двох чи більше молекул, що супроводжується відщепленням малих молекул ({\displaystyle H_{2}O}, {\displaystyle NH_{3}}, алкоголі тощо). Тому, наприклад, в англомовній літературі реакція з утворенням альдольного аддукту називається aldol addition («альдольне приєднання»), а реакція з утворенням α,β-ненасичених оксосполук - aldol condensation («альдольна конденсація»). Натомість в українській науковій літературі, за обидвома реакціями закріпився термін "конденсація".

## Механізм
Існує два механізми альдольно-кротонової конденсації, в залежності від того, що виступає в якості каталізатора, кислоти чи основи.

### Основний каталіз
Механізм основного каталізу наведено нижче. Якщо тримати концентрацію каталізатору низькою, то можна запобігти відщепленню води та ізолювати альдоль. Найкраще для цього підходять основи, що є слаборозчинними в органічних розчинниках (наприклад, гідроксид барію).

### Кислотний каталіз
У випадку з кислотним каталізом, реакція зазвичай проходить до стадії кротонової конденсації, бо {\displaystyle -OH_{2}^{+}} є гарною відхідною групою.
Основний каталіз має більше практичне значення, аніж кислотний каталіз, усі реакції нижче будуть мати основний каталізатор за замовчуванням.

## Реагуючі компоненти
Реагуючі сполуки в альдольно-кротоновій конденсації діляться на дві компоненти: карбонільна компонента й метиленова компонента. Перша, як виходить із назви, повинна мати карбонільну групу, що буде реагувати як електрофіл (на схемах механізмів це синя сполука). Метиленова компонента повинна мати змогу утворювати енол чи енолят; у випадку з основним каталізом, метиленовою компонентою може бути будь-яка сполука, яку можна депротонувати до карбаніону:
Реакційноздатність карбонільної компоненти залежить від кількості й типу її замісників та загалом спадає в напрямку формальдегід > альдегід > кетон. Реакційноздатність метиленової компоненти визначається легкістю її депротонування. Оксосполуки мають у своїй структурі обидві компоненти одночасно, тому можуть реагувати між собою. Реакційні партнери пожуть бути ідентичними (як у реакції ацетальдегіду до "альдолю") або різними (у такому випадку маємо перехресну альдольно-кротонову конденсацію). Звичайно, у другому випадку є ризик отримати суміш продуктів:
Щоб уникнути цього небажаного результату, компоненти слід підбирати таким чином, щоб гомо-конденсація була дуже повільною або взагалі неможливою. Для цього можна або прибрати α-Гідрогени з карбонільної компоненти (добре підійдуть піваліновий альдегід або бензальдегід, див. Конденсація Кляйзена — Шмідта), або закріпити метиленову компоненту у стані еноляту (наприклад, силільні енольні етери, див. Реакція Мукайами).

## Стереоізомерія в альдольній конденсації
Якщо в результаті альдольної конденсації утворюються нові стереоцентри, велике значення має передбачення стереоселективності реакції, тобто прогнозування, який стереоізомер формується переважно. Для цього використовується модельна концепція перехідного стану Циммермана — Тракслера. Відповідно до цієї моделі, атоми, що безпосередньо беруть участь у реакції, формують шестичленне кільце в конформації крісла. Найбільший замісник карбонільної компоненти розташовується в екваторіальній позиції, яка енергійно більш вигідна. Замісники метиленової компоненти розташовані так, щоб мінімізувати стеричні перешкоди. Далі, зв'язки розриваються й формуються відповідно до механізму реакції, а утворений продукт знову відображається у вигляді структури Льюїса.
Таким чином, для (E)-еноляту модель Циммермана — Тракслера передбачає формування переважно анти-альдоля:
(Z)-еноляти, відповідно, формують переважно син-альдоль:
Узагальнити стереоселективність альдольної конденсації можна виразом:
| (E)-еноляти формують переважно анти-альдоль (Z)-еноляти формують переважно син-альдоль |
| -------------------------------------------------------------------------------------- |

Співвідношення формування син- і анти-альдолів напряму залежить від стеричного ефекту замісників R та R'':

## Окремі випадки альдольної реакції
- Реакція Дарзена — як метиленова компонента виступає α-хлорокарбонільна сполука
- Реакція Мукайами — як метиленова компонента виступає силільний етер енолу
- Реакція Перкіна — як метиленова компонента виступає ангідрид кислоти, а як карбонільна — ароматичний альдегід
- Конденсація Кляйзена — Шмідта — перехресна кротонова конденсація кетону з альдегідом/кетоном без атомів водню в α-положенні.